# The Stroyers
The Stroyers (no Brasil e em Portugal, Os Destruidores) é uma série animada em computador licenciada pela Mattel pertencente ao universo de Hot Wheels AcceleRacers. Foi produzida pela Mainframe Entertainment e distribuída pela Warner Bros. Television, sendo também a primeira série da franquia Destruidores.
Nos Estados Unidos, foi ao ar originalmente no Cartoon Network, tendo iniciado sua exibição no dia 6 de janeiro de 2007 e terminando-a no dia 16 de fevereiro de 2008. Também foi exibida por lá na TBS de 30 de junho de 2007 a 12 de abril de 2008. No Brasil e em outros países da América Latina, foi ao ar no Cartoon Network Latino, de 5 de janeiro de 2008 a 10 de janeiro de 2009. Também foi transmitida a partir de abril de 2010 pela Rede Globo, no Brasil. Em Portugal e em outros países da Europa, foi exibida no Cartoon Network Europeu e na RTP1.
Apresentando uma linha extensa de carros da Hot Wheels, foram lançados diversos brinquedos da série, incluindo os veículos grandes. A série está disponível também em DVD e VHS.
A trilha sonora foi distribuída pela Sony BMG.

## História
Em uma galáxia perdida no universo, estavam escondidos os maiores segredos dos Accelerons, corredores alienígenas de muito poder e sabedoria. Lá estava a maior fonte de poder do universo, guardada há milhares de anos. Estes segredos foram descobertos por uma antigo corredor que procurava vingança, por ser expulso da Dimensão Imortal dos AcceleRacers, criada para os melhores pilotos existentes que tinham completado os Reinos de Corrida. Ele soube de tudo que eles tinham escondido por tanto tempo, incluindo, a origem do Anel do Poder, e obteve o poder que estava guardado. Virou o ser mais poderoso do universo, destruindo o reino dos Accelerons e prendendo-os, criando uma outra dimensão, e construiu as pistas mais ameaçadoras e difíceis já existentes, repleta de perigos e monstros, onde poderia haver somente destruição de carros, e quem vencesse, iria dar mais poder ainda a ele para dominar todas as coisas que existe. Foi chamado de Criador pelos alienígenas. Durante muitos anos, ele esperou para que alguém descobrisse as corridas, mas o tempo dos outros planetas passava diferentemente. Esperando esse tempo, o criador das corridas resolveu conduzir-se para o planeta Terra, recrutando todo o tempo, corredores para correr na chamada Corrida da Destruição, sendo chamados de Destruidores. Os corredores eram enganados sempre que recrutados, cada um com uma diferente história mentirosa. Os pilotos não faziam ideia do poder, e do que estava acontecendo. Os Accelerons conseguiram escapar da prisão do criador e fizeram forças com os AcceleRacers. Eles não poderiam interferir no plano maligno do Criador, mas poderiam correr.
O destino de todos dependia de um corredor, e que poderia fazer o que muitos não queriam fazer, ajudar os Accelerons e os AcceleRacers.

## Episódios
| Nº do episódio | Nome original do episódio     | Nome do episódio no Brasil |
| 1°             | The Doom                      | O Início da Destruição     |
| 2º             | Blasting Your World           | Detonando o seu Mundo      |
| 3º             | Destroying Destructive Dishes | Monstros Destrutivos       |
| 4º             | The Golden Era Destruction    | A Destruição da Era Áurea  |